# 特技摩托賽HD
《特技摩托賽HD》是由RedLynx開發，並由微軟遊戲工作室發行的競速益智遊戲，於2009年8月於Xbox Live Arcade上發售。本作採偽三維（又稱2.5D）視角，玩家操控的角色必須騎著摩托車，通過重重障礙物抵達終點。《特技摩托賽HD》是活動「Arcade之夏」的合作遊戲之一；2011年4月，本作與《地獄邊境》和《爆炸人》一同收錄在零售包內重新發售。
《特技摩托賽HD》推出後廣受好評。評論家多對本作遊戲內容和遊戲性抱持正面看法，但同時也批評其過於陡峭的難度曲線和實用性不足的分享功能。2009年，本作獲Xbox社群票選為最佳Arcade遊戲和最佳創新遊戲。2013年3月，《特技摩托賽HD》與其續作《特技摩托賽：進化》同時在Microsoft Windows平台上推出。2016年2月，微軟將本作列入其Xbox One向下相容計劃中。

## 遊戲玩法

《特技摩托賽HD》遊戲截圖。

在《特技摩托賽HD》中，玩家需操縱車手駕駛摩托車，通過重重障礙物從起點騎到終點。玩家的目標是儘快過關及盡量減少摔車的次數。本作雖採用3D電腦圖形製作，但玩家只能在2D平面上前後移動。另外，在低速行駛或滯空時，玩家可以調整摩托車的角度。
本作設有各種不同的難度等級，遊戲全部共有35關。玩家可以重玩已破關的關卡，以挑戰更短的破關時間。《特技摩托賽HD》還包含「錦標賽模式」：在該模式中，玩家必須依序完成關卡，並盡可能減少摔車次數以縮短破關時間。另外，本作設有12種可以解鎖的「特技挑戰」關卡。特技挑戰包含在鐵球內或在鐵球上行駛、在有限時間內盡可能摔車，以及在有限時間內盡可能將放有炸彈的拖車拖得越遠越好。
玩家在連上Xbox Live後，還可以檢視好友名單內所有好友的成績。另外，本作設有關卡編輯器，提供玩家設計自己的關卡；設計好的關卡還可以分享給好友名單內的玩家。本作還有排行榜功能：每個關卡最快破關的前5,000名玩家的遊戲過程將可供其餘玩家觀賞；觀賞過程中，螢幕上還會顯示該玩家按下的按鍵以供研究，玩家可從中學習遊戲技巧。

## 開發背景與發售
《特技摩托賽HD》是《特技摩托賽》系列中繼《特技摩托賽2：第二版》以來的第二款偽三維（又稱2.5D）作品。本作以RedLynx自家研發的引擎與客製化版本的Bullet物理引擎研發，整體性能較前作更為優越。Bullet物理引擎讓遊戲變得更加擬真，不過為了增加遊戲趣味性，RedLynx以「適當的方式稍微調整了物理定律」，並表示此舉是「讓本作引人入勝且令人上癮的大功臣」。開發人員還優化了《特技摩托賽2》的部分引擎加入本作，使遊戲光影效果更上一層樓。

《特技摩托賽HD》關卡編輯器截圖。

開發人員使用自行開發的關卡編輯器來製作《特技摩托賽HD》中的所有關卡。此功能後來也加入了遊戲之中，讓玩家可以自由地創作自己的關卡。2009年，RedLynx的首席開發人員賽巴斯汀·阿爾托寧（Sebastian Aaltonen）在接受Eurogamer採訪時表示，他們沒有打算將本作移植到其他平台：「《特技摩托賽HD》是特別為Xbox 360設計的。」本作的配音由三位來自宾夕法尼亚州的配音員瑞克·楊、布蘭登·狄卡米洛與阿特·韋伯（Art Webb）負責。
本作於2009年6月1日在E3电子娱乐展的微軟午餐會上首度公開，並於同年8月12日正式推出，是活動「Arcade之夏」的合作遊戲之一。本作的第一個可下載內容《特技摩托賽HD：大型套件》（Trials HD Big Pack）於同年12月23日推出，包含23個全新關卡，同時新增編輯器物件內容及成就。2010年12月1日，第二個可下載內容《特技摩托賽HD：瘋狂刺激套件》（Trials HD Big Thrills Pack）推出，包含40個全新關卡，其中10個為其他玩家製作，並透過「瘋狂刺激套件自創地圖選拔」（Big Thrills Track Creation Competition）脫穎而出的關卡。其他的可下載內容還包含車手服裝和摩托車等。2011年4月，《特技摩托賽HD》與《地獄邊境》和《爆炸人》一同收錄在零售包內重新發售。2013年3月22日，《特技摩托賽HD》與其續作《特技摩托賽：進化》以《特技摩托賽：進化黃金版》（Trials Evolution: Gold Edition）之名共同在Microsoft Windows平台上推出。2016年2月，微軟將本作列入其Xbox One向下相容計劃中。

## 評價與銷量
《特技摩托賽HD》推出後廣受好評，在評論匯總網站GameRankings和Metacritic上分別獲得了86.1%和86分的佳績。2009年，《特技摩托賽HD》獲Xbox社群票選為最佳Arcade遊戲和最佳創新遊戲。2010年9月，《特技摩托賽HD》在IGN的「前25佳Xbox Live Arcade遊戲」名單中排名第16名。本作還獲得電玩雜誌《Xbox World 360》的「完美」評價。
輿論多對本作遊戲內容和遊戲性抱持正面看法。IGN的狄蒙·哈特費爾德（Daemon Hatfield）表示：「《特技摩托賽HD》的內容有一卡車那麼多。」並表示本作「真正地活用了Xbox Live的機能。」。GameTrailers的編輯認為本作內容豐富，「物超所值」。Eurogamer的汤姆·布拉姆韦尔（Tom Bramwell）表示，「《特技摩托賽HD》能讓人一玩再玩」。Giant Bomb的布萊德·舒梅克（Daemon Hatfield）則對遊戲的排行榜功能予以高度評價。
輿論同時抨擊《特技摩托賽HD》過於陡峭的難度曲線和實用性不足的分享功能。舒梅克表示，他希望這款遊戲的難度「不要一下子增加那麼多」。哈特費爾德也在評論內說道，「當你因越不過一座小丘而卡關時，螢幕左上角的摔車計數器會讓你越看越覺得這遊戲逐漸變得令人沮喪而非有趣。」。GameSpot的湯姆·麥克·謝（Tom Mc Shea）也批評本作後期的難度「難得荒謬」，並認為遊戲附帶的分享功能令人失望。GameSpy的安東尼·加利苟斯（Anthony Gallegos）更表示分享功能只能用在好友名單中的玩家這點不如預期。
銷量方面，本作上市首月即賣出超過30萬份；2010年9月14日，RedLynx宣布本作銷量已突破130萬份。另外，本作的第一個和第二個可下載內容分別賣出了36萬和9萬份。2011年5月27日，RedLynx宣布本作銷量突破200萬份。

## 續作
《特技摩托賽HD》的成功促成了續作《特技摩托賽：進化》的產生。該作於2011年在E3电子娱乐展上首度公開，修正了難度曲線設計，並改善了引擎和視角。《特技摩托賽：進化》於2012年4月18日推出。

## 外部連結
- 官方网站
- 本作在Xbox.com上的頁面 （页面存档备份，存于）